# 園部聡
園部 聡（そのべ さとし、1995年11月10日 - ）は、福島県いわき市出身の元プロ野球選手（内野手、右投右打）。

## 経歴

### プロ入り前
いわき市立勿来第一小学校5年生の時にソフトボールを始めると、いわき市立勿来第一中学校では軟式野球部の「いわき松風クラブ」に所属。全国大会では、準々決勝への進出を経験した。内田靖人は同クラブでチームメイトだった。
聖光学院高等学校への進学後は、1年時から4番打者に起用。2年時の春から3年時の夏までは、4季連続で阪神甲子園球場の全国大会へ出場した。2年春の第84回選抜大会では、「4番・一塁手」として2試合に出場すると、通算打率.429（7打数3安打）、1打点を記録。夏の第94回選手権全国大会でも、「4番・一塁手」として2試合に出場すると、通算打率.500（6打数3安打）、1本塁打、4打点という成績を残した。3年春の第85回選抜大会では、「3番（または4番）・一塁手」として3試合に出場すると、打率.417（12打数5安打）、1本塁打、3打点、1盗塁をマーク。夏の第95回選手権全国大会では、「4番・一塁手」として2試合に出場するとともに、打率.500（6打数3安打）、1打点という成績を残した。野球部には1学年先輩に岡野祐一郎、1学年後輩に八百板卓丸、船迫大雅がいる。高校時代は一時右肘を痛めながらも、対外試合で通算59本塁打をマーク。3年夏の選手権全国大会終了後には、第26回AAA世界野球選手権大会の日本代表選手に選ばれた。大会では、主に5番打者で起用され、ベネズエラ代表戦、キューバ代表戦、アメリカ代表戦でそれぞれ適時打を放つなど、通算で7打点を記録した。
2013年のNPBドラフト会議で、オリックス・バファローズから4巡目で指名。契約金4,000万円、年俸550万円（金額は推定）という条件で入団した。入団当初の背番号は44。

### オリックス時代
2014年には、ウエスタン・リーグ公式戦で、6月までに5本塁打を放った。しかし、シーズン中の8月に、右肘の肘頭閉鎖不全反転骨移植手術を受けた。実戦への復帰までに4ヶ月を要するほどの手術であったことから、リハビリへ専念することを前提に、10月28日には球団から支配下登録選手契約の解除を通告された。11月26日には、育成選手として再び契約し、背番号を124に変更することが発表された。
2015年には、育成選手として、ウエスタン・リーグ公式戦44試合に出場。通算打率は.110（82打数9安打）で、本塁打を放てず、支配下登録選手への復帰には至らなかった。
2016年には、ウエスタン・リーグ公式戦65試合に出場すると、二軍の日本人選手ではトップの9本塁打をマーク。14試合に出場した6月には、打率.308（52打数16安打）、5本塁打、10打点という好成績で、リーグの月間MVPを受賞した。7月1日に支配下登録選手契約へ移行すると、背番号を00へ変更し、プロ入り後初めての出場選手登録。7月3日の対千葉ロッテマリーンズ戦（QVCマリンフィールド）に「6番・指名打者」としてスタメンで一軍公式戦へのデビューを果たすと、2回表の第1打席で一軍公式戦初安打、7回表の第4打席で決勝の適時打を放ち初打点を記録した。「7番・指名打者」としてスタメンに起用された9月18日の対福岡ソフトバンクホークス戦（福岡ヤフオク!ドーム）に出場すると、9回表の第4打席で一軍公式戦初本塁打をマーク。一軍公式戦全体では、16試合の出場で打率.204、1本塁打、6打点という成績を残した。
2017年には、背番号を44に戻した。春季キャンプでは当初一軍メンバー入りするも、自己管理不足によるオフ期間の体重増を理由にキャンプ開始早々に二軍へ降格となる。シーズンが始まっても一軍公式戦への出場機会はないままだった。ウエスタン・リーグ公式戦には84試合に出場し、杉本裕太郎に次いでチーム2位の7本塁打を放つ一方で、打率は.183にとどまった。	
2018年には、ウエスタン・リーグ公式戦74試合の出場で、5本塁打、31打点、打率.224を記録したが、2年連続で一軍公式戦への出場機会がなく、10月4日に戦力外通告を受けた。NPB他球団での現役続行を希望し、11月13日には、シートバッティング形式のNPB12球団合同トライアウト（タマホームスタジアム筑後）に参加。5人の投手と対戦したが、1四球を含む無安打という結果で終わり、NPB他球団から獲得のオファーを受けるまでには至らなかった。12月2日付で、NPBから自由契約選手として公示。

### オリックス退団後
NPB12球団合同トライアウトでJX-ENEOS野球部から入部のオファーを受けた縁で、2019年1月21日に入部を発表。同年の第45回社会人野球日本選手権大会でオリックス一軍の本拠地・京セラドーム大阪へ3年振りに登場すると、「7番・一塁手」としてスタメンで臨んだ日本製鉄鹿島との2回戦で、オリックス時代に放てなかった同ドームでの安打とチーム唯一の得点を記録した。その後、12月に現役引退がチームから発表された。
現役引退後はWeb業界に転職。また、2020年10月には個人YouTubeチャンネル「ベーやんCH」を開始した。

## 選手としての特徴・人物
豪快なスイングが特徴の長距離打者。長打力に加えてミート力を兼ね備える。好きな選手はマニー・ラミレスで、打撃フォームを参考にしている。
愛称は「べーやん」。

## 詳細情報

### 年度別打撃成績
| 年 度    | 球 団      | 試 合 | 打 席 | 打 数 | 得 点 | 安 打 | 二 塁 打 | 三 塁 打 | 本 塁 打 | 塁 打 | 打 点 | 盗 塁 | 盗 塁 死 | 犠 打 | 犠 飛 | 四 球 | 敬 遠 | 死 球 | 三 振 | 併 殺 打 | 打 率 | 出 塁 率 | 長 打 率 | O P S |
| -------- | ---------- | ----- | ----- | ----- | ----- | ----- | -------- | -------- | -------- | ----- | ----- | ----- | -------- | ----- | ----- | ----- | ----- | ----- | ----- | -------- | ----- | -------- | -------- | ----- |
| 2016     | オリックス | 16    | 57    | 54    | 3     | 11    | 3        | 0        | 1        | 17    | 6     | 0     | 0        | 0     | 0     | 2     | 0     | 1     | 24    | 0        | .204  | .246     | .315     | .560  |
| NPB：1年 | NPB：1年   | 16    | 57    | 54    | 3     | 11    | 3        | 0        | 1        | 17    | 6     | 0     | 0        | 0     | 0     | 2     | 0     | 1     | 24    | 0        | .204  | .246     | .315     | .560  |

### 年度別守備成績
| 年 度 | 球 団      | 一塁  | 一塁  | 一塁  | 一塁  | 一塁  | 一塁     | 三塁  | 三塁  | 三塁  | 三塁  | 三塁  | 三塁     |
| 年 度 | 球 団      | 試 合 | 刺 殺 | 補 殺 | 失 策 | 併 殺 | 守 備 率 | 試 合 | 刺 殺 | 補 殺 | 失 策 | 併 殺 | 守 備 率 |
| ----- | ---------- | ----- | ----- | ----- | ----- | ----- | -------- | ----- | ----- | ----- | ----- | ----- | -------- |
| 2016  | オリックス | 3     | 14    | 2     | 0     | 1     | 1.000    | 2     | 0     | 2     | 0     | 0     | 1.000    |
| 通算  | 通算       | 3     | 14    | 2     | 0     | 1     | 1.000    | 2     | 0     | 2     | 0     | 0     | 1.000    |

### 表彰
- ウエスタン・リーグ月間MVP：1回 （2016年6月）

### 記録
初記録
- 初出場・初先発出場：2016年7月3日、対千葉ロッテマリーンズ13回戦（QVCマリンフィールド）、6番・指名打者で先発出場
- 初打席・初安打：同上、2回表にジェイソン・スタンリッジから左前安打
- 初打点：同上、7回表に大谷智久から左前適時打
- 初本塁打：2016年9月18日、対福岡ソフトバンクホークス24回戦（福岡 ヤフオク!ドーム）、9回表に森唯斗から右越ソロ

### 背番号
- 44 （2014年、2017年 - 2018年）
- 124 （2015年 - 2016年6月30日）
- 00 （2016年7月1日 - 同年終了）

### 代表歴
高校時代
- 第26回AAA世界野球選手権大会